# Toyama (prefectuur)

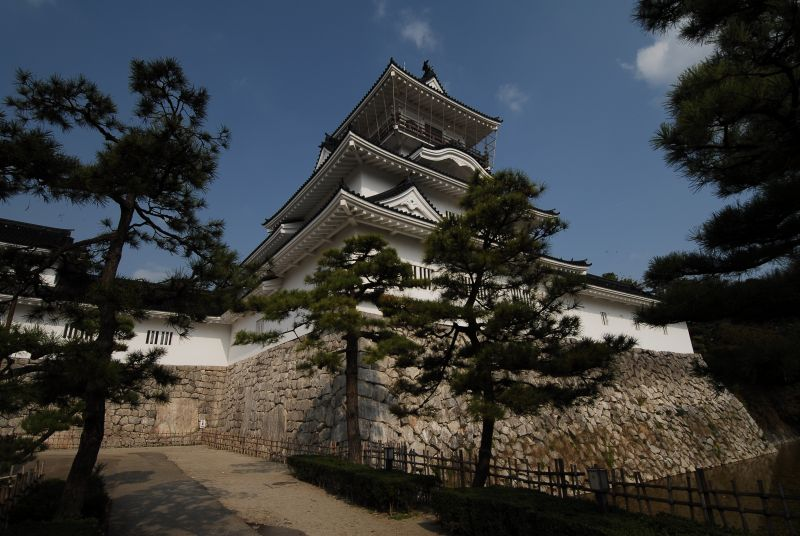
Kasteel van Toyama Stad

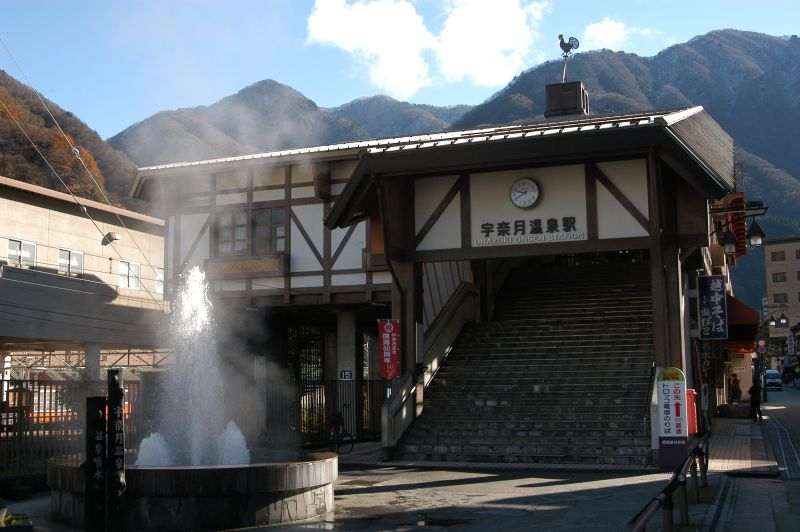
Heetwaterfontein voor het station van Unazuki

De prefectuur Toyama (Japans: 富山県, Toyama-ken) is een Japanse prefectuur in de regio Chubu op het eiland Honshu. Toyama heeft een oppervlakte van 4247,55 km² en had op 1 april 2008 een bevolking van ongeveer 1.101.226 inwoners. De hoofdstad is de gelijknamige stad Toyama.
Toyama is de meest geïndustrialiseerde prefectuur aan de Japanse kust en heeft het voordeel van goedkope elektriciteit. De eerste cadmiumvergiftiging ter wereld vond hier plaats rond 1950.

## Geografie

### Zelfstandige steden (市) shi
Er zijn 9 steden in de prefectuur Toyama:
- Himi
- Imizu
- Kurobe
- Namerikawa
- Nanto
- Oyabe
- Takaoka
- Tonami
- Toyama (hoofdstad)
- Uozu

### Gemeenten (郡 gun)
De gemeenten van Toyama, ingedeeld naar district:
| District     | Gemeenten                       |
| ------------ | ------------------------------- |
| Nakaniikawa  | Funahashi - Kamiichi - Tateyama |
| Shimoniikawa | Asahi - Nyuzen                  |

### Fusies
- Op 1 april 2005 werden de gemeenten Osawano en Oyama van het District Kaminiikawa en de gemeenten Fuchu, Hosoiri, Yamada en Yatsuo (allen van het District Nei) aangehecht bij de stad Toyama. De districten Kaminiikawa en Nei verdwenen door deze fusie.
- Op 31 maart 2006 werd de gemeente Unazuki van het District Shimoniikawa aangehecht bij de stad Kurobe.

## Economie
De Kurobedam genereert hydro-elektriciteit voor de Kansai Electric Power Company. De dam bevindt zich op de rivier de Kurobe in de prefectuur Toyama.
In de ganse prefectuur bloeit de tulpencultuur. In de lente waant men zich hier in de buurt van het Nederlandse Keukenhof.

## Bezienswaardigheden en Cultuur
De prefectuur is bijzonder trots op de Tateyama bergketen, de Japanse Alpen, die zich ten zuiden van de stad Toyama uitstrekken. Vooral in de vroege lente en winter zijn de zichten op de bergen vanuit de stad niet slecht.
Met de trein is het van Toyama slechts een korte rit naar Unazuki, deelgemeente van Kurobe, waar een tandradbaan vertrekt voor een prachtige tocht door de bergen.
In de stad Toyama vindt u een aantal merkwaardige musea. Opmerkelijk is het Museum voor Moderne Kunst met een aantal westerse grootmeesters. Zeer interessant is het Museum voor Zwart-Wit, pentekeningen, caligrafieën en schilderijen met Indische inkt. Het gebouw van dit museum is een architectonisch hoogstandje, volledig in klassiek Japanse stijl, maar hypermodern van uitvoering.
Buiten de stad Toyama zijn vooral Gokayama, Ainokura en Suganuma bekend voor hun klassiek Japanse boerderijen, in de zogenaamde gassho-stijl. Een aantal dorpen, hoog in de bergen, hebben nog tal van deze huizen. De regio is daarom opgenomen in de Werelderfgoedlijst van UNESCO onder de naam "Historische dorpen van Shirakawa-gō en Gokayama".
In Takaoka is vooral de Zuiryu Tempel met zijn immens loden dak een bezoek meer dan waard.
Op cultureel vlak is de prefectuur zeer actief en kreeg hiervoor diverse prijzen in en buiten Japan. De stad Toyama beschikt over diverse culturele centra, waarvan Kenminkaikan en vooral de hypermoderne en immense Aubade Hall in het oog springen. De prefectuur heeft mondiaal naam en faam verworven door het in huis halen van het Tadashi Suzuki gezelschap, dat in Toga, in een complex van gassho huizen, zijn tenten heeft opgeslagen. Jaarlijks wordt hier in mei een theaterfestival gehouden.
Toyama doet ook wat aan wereldamateurtheater, door de organisatie sinds 1983 van het Toyama International Amateur Theatre Festival (TIATF), dat gedurende een tiental dagen in augustus, telkens 30 à 40 theatergroepen uit alle continenten samenbrengt. Een van de hoogtepunten in de geschiedenis van het festival, was het bezoek van de Japanse Kroonprins in 1996, ter gelegenheid van een voorstelling door slechthorende kinderen, in het door de Nederlander Herman Hertzberger ontworpen "Ontmoetingscentrum tussen Oost en West" in het bergdorp Kurobe.
De prefectuur is rijk aan "onsen" (=heetwaterbronnen). Vooral Unazuki heeft een aantal resorts waar de klassiek Japanse baden met natuurlijk heet bronwater, tot het topaanbod van het land behoren.

## Geboren
- Toru Terasawa (1935-2025), marathonloper
- Mamoru Hosoda (1967), anime-filmregisseur